# Constructive engagement
Constructive engagement (« Dialogue constructif ») est le nom de la politique engagée par le gouvernement de Ronald Reagan pour amener le gouvernement sud-africain à réformer et supprimer sa politique d'apartheid au début des années 1980. Elle s'opposait aux propositions de sanctions économiques qui furent votées par le congrès américain en 1986.

## Le précédent rhodésien
Durant les années 1970, l'Afrique du Sud avait été un intermédiaire utile pour les Occidentaux pour régler le cas de la Rhodésie du Sud qui avait déclaré unilatéralement son indépendance en 1965.
Le Congrès des États-Unis avait déjà transgressé publiquement des résolutions onusiennes en autorisant l’importation de chrome sud-rhodésien alors que la Rhodésie était sous embargo. En effet, la richesse du sous-sol en métaux rares, utiles pour les industries occidentales, était un atout pour la Rhodésie du Sud. L’amendement Byrd, du nom du congressiste démocrate américain à l’initiative de cette mesure, permit aux États-Unis d’importer des métaux de Rhodésie du Sud nécessaires au développement de leurs industries.
Dans le cadre de sa politique de détente avec les pays africains, John Vorster, le premier ministre sud-africain, décida d'intervenir auprès de Ian Smith, le premier ministre rhodésien pour tenter de l’amener à négocier la fin de la domination de la minorité blanche en Rhodésie. C'est ainsi que le 11 décembre 1974, sous la pression de Vorster, Smith annonce la libération de tous les prisonniers politiques emprisonnés pendant 10 ans au camp de restriction de Gonakudzingwa à la frontière entre la Rhodésie du Sud et le Mozambique, assuré selon lui de la fin des actes de terrorisme en Rhodésie et de l'organisation prochaine d’une conférence constitutionnelle avec des chefs nationalistes noirs modérés. Mais les libérations de prisonniers sont assez rapidement ajournées à la suite de nombreuses violations du cessez-le-feu.
En 1975, avec le soutien des Britanniques et surtout celui des Américains, John Vorster, continua néanmoins à faire pression sur le gouvernement de Ian Smith pour que ce dernier accepte de négocier le principe d'un transfert du pouvoir à la majorité noire en Rhodésie ; dans ce but, il annonce à Ian Smith le 16 février que l'Afrique du Sud ne fournirait plus de troupes en soutien au gouvernement de ce dernier. Vorster annonce aussi le retrait de ce pays de plusieurs contingents de la police sud-africaine (1 800 hommes sur les 2 000 qui avaient été déployés en Rhodésie de 1967 à 1975), au moment même où pour contrer la guérilla les forces de sécurité du gouvernement rhodésien multiplient les raids contre les bases d’entraînement de la ZANU et de la ZAPU au Mozambique et en Zambie. John Vorster prit aussi la décision de rapatrier toutes les unités para-militaires sud-africaines stationnées en Rhodésie avant le mois de juin 1975, un retrait annoncé le 8 avril par le ministre des affaires étrangères de la Zambie M. Mwaanga. Au mois d'août 1975, le ministre de la police de Vorster, Jimmy Kruger annonce le 1er août, le retrait progressif des 200 derniers policiers sud-africains déployés en Rhodésie. John Vorster réduit également les liens commerciaux entre l'Afrique du Sud et la Rhodésie. Pour Smith, le comportement de Vorster est une trahison digne de ce qu'il attendait de la Grande-Bretagne et non d'un allié, mais il est obligé de céder.
Mais ce qui provoqua le plus de tensions entre le gouvernement rhodésien et son allié sud-africain fut surtout le cas du révérend Ndabaningi Sitholé, arrêté le 22 juin 1964 et condamné à 6 ans de prison supplémentaires en 1969, pour avoir organisé un complot visant à assassiner Ian Smith, le révérend Ndabaningi Sitholé qui fut libéré le 11 décembre 1974, après avoir passé 10 ans en prison au camp de restriction de Gonakudzingwa, sera de nouveau emprisonné le 4 mars 1975, cette fois-ci accusé de complot contre les autres leaders nationalistes noirs rhodésiens, (raison officielle évoquée par le gouvernement rhodésien), (ce qui poussa l'évêque méthodiste Abel Muzorewa, le leader du Conseil national africain uni à suspendre les pourparlers avec le gouvernement tant que Sitholé n'aurait pas été libéré). (Le retour en prison du Révérend Ndabaningi Sitholé profita surtout à Robert Mugabe qui bénéficia également de l'assassinat de Herbert Chitepo le 18 mars 1975 en Zambie pour prendre le contrôle de la Zimbabwe African National Union). John Vorster convoqua alors en urgence au Cap, le 15 mars 1975, Ian Smith et son ministre de la défense et des affaires étrangères P. K. van der Byl. Les Sud-Africains étaient extrêmement mécontents de cette action et soupçonnaient que la véritable raison était que les Rhodésiens s'opposaient à Sitholé et préféraient négocier avec le chef de la ZAPU, Joshua Nkomo. Van der Byl n'a pas réussi à rassurer les Sud-Africains et un mois plus tard, le 4 avril 1975, grâce à l'intervention de Pretoria, Sitholé est relâché pour qu'il puisse assister à la conférence des ministres de l'O.U.A. à Dar-Es-Salaam. Le 2 avril 1975, dans une interview accordée au  Washington Post, Muzorewa, se montra particulièrement critique vis-à-vis du gouvernement britannique en déclarant, (nous avons perdu notre temps en nous adressant à la Grande-Bretagne), il jugea au contraire décisive " l'influence de l'Afrique du Sud sur la Rhodésie, estimant qu'elle est la véritable " source du pouvoir dans ce pays, Muzorewa estima par ailleurs que le premier ministre sud-africain, John Vorster pourrait être invité à présider les prochaines négociations entre les mouvements de libération et le gouvernement rhodésien).
À plusieurs reprises, John Vorster tenta de persuader Ian Smith de se réconcilier avec les dirigeants nationalistes noirs rhodésiens. Après une vaine tentative en juin 1975, un haut responsable du Conseil national africain uni, dirigé par l'évêque méthodiste Abel Muzorewa déclare que Vorster aboyait sur Smith alors qu'il devait être mordant. Le 15 juin 1975, La réunion entre Ian Smith et le Conseil national africain uni se termine dans une impasse sur le lieu de la conférence constitutionnelle.
Avec l'appui des Américains, les Sud-Africains et les Zambiens ont conjointement organisé des contacts entre les différents groupes de guérillas (ZANU du révérend Ndabaningi Sitholé, ZAPU de Joshua Nkomo et le FROLIZI de James Chikerema) et le gouvernement de Ian Smith. Le 25 août, sous les auspices de John Vorster et du président zambien Kenneth Kaunda, une rencontre au sommet entre Smith et les dirigeants noirs des mouvements de guérillas a lieu aux chutes Victoria, dans un wagon sud-africain stationné sur un pont situé au-dessus des chutes à la frontière entre la Zambie et la Rhodésie. Au bout de neuf heures d’entretien, cette conférence entre Smith, Abel Muzorewa, Joshua Nkomo, le révérend Ndabaningi Sitholé et Robert Mugabe se solde par un échec.
En 1976, John Vorster, inquiet de l’évolution politique de l'Angola et du Mozambique, deux anciennes colonies portugaises dirigées par des gouvernements marxistes favorables aux mouvements de guérillas, entreprend de calmer la situation en Rhodésie du Sud quitte à laisser un gouvernement noir modéré s'y installer (Mais pas un gouvernement marxiste). Il a l’appui des Britanniques mais surtout celui des Américains. En effet, Henry Kissinger, le secrétaire d’État américain partisan de la détente avec les régimes « blancs » d’Afrique et d'adoucissement des relations avec l’Afrique du Sud, a entrepris de mettre en place une « diplomatie globale » à l’avantage du gouvernement de Pretoria. En échange de pressions de Vorster sur Ian Smith afin d’obtenir l’application du principe de majorité en Rhodésie du Sud, le gouvernement américain s’abstiendrait de pressions directes sur les questions concernant l’avenir du Sud-Ouest africain (ou le gouvernement sud-africain a initié la Conférence de la Turnhalle) (réunissant toutes les forces politiques du Sud-Ouest africain), sauf la SWAPO et la SWANU et sur la pérennité de l’apartheid.
Le 13 mai 1976, Eschel Rhoodie, un haut responsable du ministère sud-africain de l'information annonce que l'administration de Pretoria ne prévoit aucune circonstance dans laquelle l'Afrique du Sud interviendrait militairement pour sauver le gouvernement de la minorité blanche en Rhodésie, déclarant ensuite que l'Afrique du Sud était déterminée à rester en dehors du conflit entre les forces rhodésiennes et les guérilleros nationalistes noirs, même si celui-ci devait s'élargir et conduire à une effusion de sang majeure parmi les 278 000 Blancs de Rhodésie. Nous n'entreprendrons en aucun cas une opération de maintien", a déclaré M. Rhoodie dans son bureau de la capitale administrative sud-africaine. "Une intervention militaire de l'Afrique du Sud pour soutenir le gouvernement rhodésien est absolument hors de question.". Le lendemain Eschel Rhoodie fit une autre déclaration au New-York Times répétant que dans les circonstances actuelles, la politique du gouvernement sud-africain était que l'Afrique du Sud ne s'impliquerait pas militairement en Rhodésie. 
Le gouvernement sud-africain réagit vivement au raid mené par les Selous Scouts une unité des forces spéciales rhodésiennes le 9 août 1976 sur la ville de Nyadzonya au Mozambique contre un camp d'entrainement de la Zimbabwe African National Liberation Army (opération Eland) qui conduit à une rupture importante entre les gouvernements rhodésiens et sud-africains. Le Premier ministre sud-africain John Vorster avait mis en garde son homologue rhodésien Ian Smith contre une extension du conflit. Vorster n'avait pas été informé de l'opération Eland et a réagi en retirant le soutien militaire que son gouvernement fournissait secrètement à la Rhodésie par le biais de l'opération Polo. Vorster a également réduit l'approvisionnement en pétrole et en munitions de la Rhodésie et son ministre des Affaires étrangères Hilgard Muller a annoncé que l'Afrique du Sud soutiendrait désormais une transition vers un régime majoritaire noir en Rhodésie. Le 26 août 1976, le gouvernement sud-africain annonça le retrait de tous ses hélicoptères militaires de Rhodésie. 
Le 18 septembre 1976 au cours d'un match de rugby à l'Ellis Park Stadium de Johannesburg entre l'Afrique du Sud et la Nouvelle-Zélande, John Vorster réussit à convaincre Ian Smith d'assouplir sa position et d'accepter de rencontrer le secrétaire d’État américain Henry Kissinger qui avait indiqué qu'il accepterait de rencontrer Ian Smith seulement à la condition que celui-ci accepte au préalable l'arrivée au pouvoir de la majorité noire en Rhodésie. Le lendemain le 19 septembre, à Pretoria, Kissinger proposa à Smith un transfert de pouvoir à la majorité noire après une période transitoire de deux ans. Smith était très réticent mais il accepta l'accord le 24 septembre après que Vorster lui ait indiqué que l'Afrique du Sud mettrait fin à son soutien financier et militaire s'il refusait. Mais les obstacles s’amoncellent vite, relatifs notamment au processus de transition (organisation du cessez-le-feu, désarmement des forces armées, surveillance des élections, coordination interne entre les mouvements de guérilla, etc). Et surtout les pays voisins de la Rhodésie changèrent subitement de position et rejetèrent les termes de Kissinger en déclarant qu'une période de transition était inacceptable.
Le Royaume-Uni organisa alors rapidement une conférence à Genève en Suisse pour essayer de sauver l'accord. Le gouvernement britannique confia l'organisation de cette conférence à Ivor Richard, ambassadeur de Grande-Bretagne aux Nations unies, les délégations représentées à cette conférence de Genève furent celle de l'UANC, conduite par Muzorewa, celle de la Zimbabwe African National Union – Ndonga), (l'aile modérée de la ZANU) du révérend Ndabaningi Sitholé, et celle de James Chikerema, le chef du Front pour la Liberation du Zimbabwe, la délégation du gouvernement rhodésien dirigé par Ian Smith fut également présente à cette conférence, Mugabe, le chef de la ZANU et Nkomo, le chef de la ZAPU annoncèrent quant à eux qu'ils assisteraient conjointement à ce sommet et aux suivants sous le nom de « Front patriotique » (PF). La conférence de Genève (en) organisée pendant 6 semaines du 28 octobre au 14 décembre 1976, fut à nouveau un échec.
En Afrique du Sud même les pressions de Vorster sur Ian Smith pour que ce dernier accepte le principe d'un transfert du pouvoir à la majorité noire en Rhodésie iront jusqu'à provoquer la colère de l'extrême droite afrikaner, lorsque environ 80 membres du Parti national reconstitué, sous l'impulsion de l'un de leurs chefs Jaap Marais, organisent en soutien à Smith une marche de protestation jusqu’à la résidence de Vorster alors appelée Libertas à Pretoria, le 25 septembre 1976, ils accusaient Vorster d'avoir bradé les négociations sur la Rhodésie (Marais et un certain nombre de ses partisans furent arrêtés par des policiers armés avec des chiens. Marais aurait aussi accusé Vorster d’être un traitre aux rhodésiens blancs.
En 1977, les rapports se détériorent entre, d’un côté, le gouvernement sud-rhodésien et le gouvernement sud-africain face, de l’autre côté, à la nouvelle administration américaine de Jimmy Carter. En mars 1977, la chambre des représentants annule l’amendement Byrd et rétablit l’embargo sur le chrome et le nickel sud-rhodésien. En mai 1977 la rencontre entre John Vorster et le vice-président américain Walter Mondale au palace Hofburg de Vienne en Autriche aboutit à une impasse.
La solution interne rhodésienne soutenue par les sud-africains basée sur un gouvernement multiracial visé par les accords de Salisbury du 3 mars 1978, signés entre Smith et trois dirigeants africains modérés, Abel Muzorewa, le révérend Sitholé et le chef Jeremiah Chirau, (des accords annoncés dès le 15 février 1978) ne reçoit pas ainsi l'aval américain. Cette absence de reconnaissance débouche deux ans plus tard sur la mise en place d'un gouvernement dirigé par Robert Mugabe, le chef marxiste de la ZANU, et sur un régime de parti unique à partir de 1987.

## Éviter une révolution marxiste en Afrique du Sud et préparer l'indépendance de la Namibie
Après l'arrivée au pouvoir de Ronald Reagan, le sous-secrétaire d'état aux affaires africaines Chester Crocker se fait avec succès le défenseur de la « théorie du linkage » signifiant « pas de retrait sud-africain et d'indépendance de la Namibie sans retrait simultané des troupes cubaines d'Angola », ce qui sera fait en 1989, mettant fin au contentieux entre l'Afrique du Sud et l'ONU.
Membre du bloc occidental, l'Afrique du Sud est une pièce maîtresse dans le jeu de la guerre froide entre l'Ouest et l'Est. Pays frontalier de dictatures marxistes, elle est une puissance nucléaire, dispose en outre de ressources en métaux rares indispensables pour les industries occidentales et a maintenu de bonnes relations avec la majeure partie des pays occidentaux mais aussi avec d'autres États parias comme Taïwan et Israël. Par ailleurs, le principal mouvement anti-apartheid, le Congrès national africain, est allié au parti communiste sud-africain, dispose de camps d'entraînement en Allemagne de l'Est et affiche une idéologie anti-capitaliste. Ses chefs sont listés comme membres d'une organisation terroriste par le département d'État.
C'est pour ces raisons et à cause de la crainte de voir un gouvernement marxiste pro-soviétique en Afrique du Sud que le gouvernement américain a toujours eu une approche visant à établir ou maintenir un dialogue constructif avec le gouvernement sud-africain pour démanteler l'apartheid. Le gouvernement de Grande-Bretagne partage la même approche.

## Le vote duComprehensive Anti-Apartheid Act
En 1984, les townships d'Afrique du Sud sont en ébullition. C'est à la suite de la répression des manifestations par le gouvernement sud-africain que l'ONU demande l'engagement de sanctions économiques contre l'Afrique du Sud.
Le gouvernement Reagan est partisan du « dialogue constructif » avec le gouvernement de Pieter Botha. Celui-ci a réformé l'apartheid depuis son arrivée au pouvoir en 1978, notamment en ouvrant la représentation nationale aux métis et aux Indiens, et en autorisant la formation de syndicats multiraciaux.
En 1984, alors qu'a lieu la campagne présidentielle américaine et à la suite de la visite aux États-Unis de l'archevêque Desmond Tutu venu plaider pour des sanctions, le congrès américain décide d'appliquer les recommandations onusiennes et de sanctionner économiquement l'Afrique du Sud. En dépit du veto du président Reagan, ces sanctions sont adoptées en 1986 sous le nom de Comprehensive Anti-Apartheid Act avec le vote d'une nette majorité du parti présidentiel.
Le Comprehensive Anti-Apartheid Act impose un arrêt des nouveaux investissements en Afrique du Sud et un embargo sur l'importation de plusieurs produits sud-africains comme le charbon, l'uranium, les produits agricoles (dont le vin), les textiles, le fer et l'acier. Il limite également l'exportation d'ordinateurs et de pétrole et suspend les liaisons aériennes directes entre les deux pays.
Seulement 8 % des exportations sud-africaines furent affectées. Ce chiffre est d'autant plus bas que l'or et les métaux dits « stratégiques » n'ont été frappés d'aucun embargo alors qu'ils constituent le principal poste d'exportation d'Afrique du Sud. Les coûts furent cependant élevés pour le pays dans la mesure où le gouvernement sud-africain dut contourner les sanctions en dépit de la stimulation de la production intérieure pour pallier les produits sous embargo comme le pétrole.
En 1987, les exportations sud-africaines vers les États-Unis ont chuté de 44 %, principalement à cause de l'embargo sur le charbon et l'uranium. En 2 ans, 177 firmes étrangères se retirent d'Afrique du Sud (60 % du total) à la suite notamment du vote du Congrès imposant une double taxation aux firmes américaines présentes en Afrique du Sud.
Le lobby anti-sanctions s'organise et réussit à convaincre le Congrès que de nouvelles mesures seraient cette fois préjudiciables à l'économie américaine, notamment l'éventualité de l'embargo sur le rhodium et le platine, dont la production sont un quasi-monopole de l'Afrique du Sud dans le monde occidental. Par ailleurs, l'efficacité des sanctions est remise en cause. Les entreprises étrangères qui ont quitté le pays ont maintenu des liens financiers et technologiques avec leurs ex-filiales sud-africaines. 53 % des entreprises américaines qui se sont officiellement retirées du marché sud-africain ont en fait maintenu tous les accords de franchises, les contrats concernant les licences de fabrication et de distribution, les échanges technologiques… IBM et Ford ont ainsi vendu leurs intérêts à des firmes sud-africaines lesquelles continuent à manufacturer les mêmes produits avec l'appui financier des multinationales. Les entreprises qui ont réellement quitté l'Afrique du Sud, officiellement pour désavouer l'apartheid, y masquent en fait des échecs commerciaux.
Toutes les sanctions économiques sont levées progressivement entre 1990 et 1994.

## Sources
- Pierre Beaudet, Les Grandes Mutations de l'apartheid, L'Harmattan, 1991, p. 59-62